# 第189回国会
第189回国会（だい189かいこっかい）とは、2015年（平成27年）1月26日に召集された通常国会。会期は同年9月27日までの245日間。

## 概要
2014年（平成26年）12月24日に成立した第3次安倍内閣が迎える最初の通常国会である。政府・与党は平成26年度補正予算と平成27年度予算を提出した。
2015年（平成27年）には秋に臨時国会が開かれなかったため、この年に国会が開かれたのは第189回国会の1回のみとなった。

## 各党・会派の議席数
| 計475、2015年（平成27年）10月9日時点 - 自由民主党 - 291 - 民主党・無所属クラブ - 72 - 維新の党 - 40 - 公明党 - 35 - 日本共産党 - 21 - 生活の党と山本太郎となかまたち - 2 - 社会民主党・市民連合 - 2 - 無所属 - 11 （議長：大島理森、副議長：川端達夫を含む） - 欠員 - 1（北海道第5区の議員死去による。） | 計242、2015年（平成27年）1月25日時点 - 自由民主党 - 114 - 民主党・新緑風会 - 58 - 公明党 - 20 - 維新の党 - 11 - 日本共産党 - 11 - 日本を元気にする会 - 7 - 次世代の党 - 6 - 無所属クラブ - 4 - 社会民主党・護憲連合 - 3 - 生活の党と山本太郎となかまたち - 3 - 新党改革・無所属の会 - 2 - 無所属 - 3 （議長：山崎正昭、副議長：輿石東を含む） |

## 主な審議議案

### 衆法（衆議院議員提出法律案）
| 提出回次 | 議案件名                 | 結果 | 成立日  | 備考 |
| -------- | ------------------------ | ---- | ------- | --- |
| 189      | 公職選挙法等改正案       | 成立 | 6月17日 | 選挙権年齢を20歳以上から18歳以上に引き下げ                                                                                       |
| 189      | 同一労働同一賃金推進法案 | 成立 | 9月9日  | 自民・公明・維新が修正の上で成立                                                                                                 |
| 189      | 公認心理師法案           | 撤回 | -       | 衆議院解散に伴い廃案となった第186回衆法第43号と 実質的に同内容。与野党合意を受けて、9月2日に撤回。                               |
| 189      | 公認心理師法案           | 成立 | 9月9日  | 初となる心理職の国家資格を新設。 上記法案の附則を修正・加条した上で、9月2日に 衆議院文部科学委員会から委員長提出法案として提出。 |

### 参法（参議院議員提出法律案）
| 提出回次 | 議案件名         | 結果 | 成立日  | 備考                                      |
| -------- | ---------------- | ---- | ------- | ----------------------------------------- |
| 189      | 公職選挙法改正案 | 成立 | 7月28日 | 「鳥取・島根」「徳島・高知」の2合区を導入 |

### 閣法（内閣提出法律案）
| 提出回次 | 議案件名                                               | 結果 | 成立日  | 備考 |
| -------- | ------------------------------------------------------ | ---- | ------- | --- |
| 189      | 在外公館名称位置給与法改正法案                         | 成立 | 4月14日 | グルジアの国名を「ジョージア」に変更                                                                        |
| 189      | 文部科学省設置法改正法案                               | 成立 | 5月13日 | 文部科学省の外局としてスポーツ庁を新設                                                                      |
| 189      | 平成32年度東京オリンピック・パラリンピック特別措置法案 | 成立 | 5月27日 | 2020年のオリンピック・2020年のパラリンピックに向けて 推進本部の設置・組織委員会への国の職員の派遣などを規定 |
| 189      | 平成31年度ラグビーワールドカップ特別措置法案           | 成立 | 5月27日 | 2019年のラグビーワールドカップに向けて 組織委員会への国の職員の派遣などを規定                               |
| 189      | 防衛省設置法等改正法案                                 | 成立 | 6月10日 | 防衛省の外局として防衛装備庁を新設                                                                          |
| 189      | 風俗営業法改正法案                                     | 成立 | 6月17日 | 客にダンスをさせるクラブ営業の一部を規制から除外                                                            |
| 189      | 電気事業法等改正法案                                   | 成立 | 6月17日 | ガス小売全面自由化、電力・ガス取引監視等委員会の設置など                                                    |
| 189      | 特許法等改正法案                                       | 成立 | 7月3日  | 相当の利益を与えることで従業員の発明の特許を企業が取得可能に                                                |
| 189      | 不正競争防止法改正法案                                 | 成立 | 7月3日  | 営業秘密の漏えい行為に対する罰則の強化                                                                      |
| 189      | 農協法等改正法案                                       | 成立 | 8月28日 | 農協の改革を行うためJA全中を廃止                                                                            |
| 189      | 女性活躍推進法案                                       | 成立 | 8月28日 | 企業に女性登用の数値目標の設定を義務化                                                                      |
| 189      | 個人情報保護法及びマイナンバー法改正法案               | 成立 | 9月3日  | 匿名化された個人情報（ビッグデータ）の取り扱いを規定 マイナンバーを預金口座などにも拡大                     |
| 189      | 航空法改正法案                                         | 成立 | 9月4日  | 小型無人機（ドローン）の飛行ルールを規定                                                                    |
| 189      | 勤労青少年福祉法等改正法案                             | 成立 | 9月11日 | ハローワークが法令違反を繰り返す事業所（ブラック企業） の求人の紹介を拒否可能に                             |
| 189      | 労働者派遣法等改正案                                   | 成立 | 9月11日 | 事業者が派遣労働者を受け入れる期間の制限を事実上撤廃                                                        |
| 189      | 平和安全法制整備法案及び国際平和支援法案               | 成立 | 9月19日 | 平和安全法制                                                                                                |

### 条約
| 提出回次 | 議案件名                 | 結果 | 承認日  | 備考                                                                                |
| -------- | ------------------------ | ---- | ------- | ----------------------------------------------------------------------------------- |
| 189      | 日・モンゴル経済連携協定 | 承認 | 5月15日 | 日・モンゴル経済連携協定 外務省                                                     |
| 189      | 水銀に関する水俣条約     | 承認 | 5月22日 | 水銀の製造・輸出入などの段階的撤廃を規定 条約名は日本の提案により水俣病からとられた |

## 今国会の動き

### 召集前

#### 2014年
- 12月26日
  - 第188回国会が閉会。
  - 生活の党に山本太郎が入党し、生活の党と山本太郎となかまたちに党名を変更。

#### 2015年
- 1月8日 - みんなの党解党により無所属となっていた松田公太ら4人の参議院議員と次世代の党を離党したアントニオ猪木参院議員が日本を元気にする会の結成を総務省に届出、松田が代表に就任[14]。
- 1月16日 - 国会の常会を東京に召集する詔書が公布される[15]。
- 1月18日 - 海江田万里前代表の辞任に伴う民主党代表選挙で岡田克也を新代表に選出[16]。

### 会期中

#### 1月
- 1月26日 - 召集。

#### 2月
- 2月3日 - 総務省が提出した「地方交付税法の一部を改正する法律案」が成立[17]。
- 2月12日 - 安倍首相が施政方針演説[18]を行い平和安全法制の整備、農協改革や発送電分離をはじめとした電力システム改革などの規制緩和、教育改革、社会保障改革、地方創生、女性活躍推進などを「戦後以来の大改革」と位置づけ、断行するとした。

#### 3月
- 3月3日 - 警察庁が「風俗営業等の規制及び業務の適正化等に関する法律の一部を改正する法律案」を提出[19]。客にダンスをさせる営業規制の見直し[19]。
- 3月6日 - 厚生労働省と法務省が共同で「外国人の技能実習の適正な実施及び技能実習生の保護に関する法律案」を提出[20]。
- 3月13日 - 厚生労働省が「労働者派遣事業の適正な運営の確保及び派遣労働者の保護等に関する法律等の一部を改正する法律案」を提出[20]。
- 3月27日
  - 安倍首相が参議院予算委員会で自らも花粉症で、「話をするだけで目がかゆくなる」と話し、花粉症撲滅を宣言[21]。
  - 政府が2015年（平成27年）4月1日～4月11日間の暫定予算を衆議院に提出[22]。平成27年度予算の平成26年度内成立が困難となったことによる。
- 3月30日 - 総額5兆7593億円の暫定予算成立[23]。当初予算が自然成立する2015年（平成27年）4月11日までの11日分をまかなう[23]。

#### 4月
- 4月9日 - 平成27年度予算が参院本会議で、自民、公明、次世代各党などの賛成多数で可決、成立[24]。予算額は総額96兆3420億円[24]。新年度に成立がずれ込むのは2年ぶりであった[24]。
- 4月17日 - ブラック企業の「新卒求人」をハローワークが受付拒否できる制度などを盛り込んだ「青少年雇用促進法案」が参議院本会議で与野党の賛成多数で可決[25]。残業代不払いなどの違法行為を年間2回以上繰り返したり、セクハラで社名を公表された企業からの新卒求人を、ハローワークが受け付けないことが可能となる規定が盛り込まれた[25]。
- 4月21日 - 町村信孝が健康上の理由により衆議院議長を辞任（6月1日死去）。後任は大島理森。

#### 5月
- 5月25日 - 自衛隊の任務を大幅に拡大する安全保障法制の関連法案が衆議院本会議で審議入り[26]。

#### 6月
- 6月17日
  - 18歳選挙権に関連する改正公職選挙法が午前の参院本会議で、全会一致で可決、成立[27][28]。
  - 客にダンスをさせるクラブ営業の規制を緩和する改正風俗営業法が、参院本会議で、自民、公明、民主各党などの賛成多数で可決、成立[29]。照度が休憩中の映画館と同程度の10ルクスを超えていれば、「特定遊興飲食店」として新たに規制し、午前0時以降の営業を認める内容[30]。
- 6月19日 - 原則として最長3年と定められていた派遣労働者の受け入れ期間を労働組合から意見聴取することなどを条件に延長できるようにする、「労働者派遣法改正案」が自民、公明両党などの賛成多数で衆議院で可決[31]。
- 6月22日 - 会期を95日間延長し、9月27日までとすることが決定。会期日数は245日間となり、通常国会としては戦後最長となる[32]。臨時国会、特別国会も含めた最長記録は1972年-1973年の第71回国会 (280日間)である。

#### 7月
- 7月3日
  - 営業秘密を海外に漏らした場合に、国内での流出事件よりも刑罰を重くする「改正不正競争防止法」が参院本会議で与野党の賛成多数で可決、成立[33][34]。改正前は、罰金の上限は個人で1千万円、法人で3億円だったが、個人で2千万円、法人は5億円とし、海外企業への漏えいの罰金は3千万円、10億円にそれぞれ改正する[34]とともに、親告罪から非親告罪となった[33][34]。
  - 「職務発明は会社に帰属する」などと社内規則等で定めをしている場合、発明者に相当の利益を与える代わりに、発明がされた時点から特許が会社の帰属になることを柱とする、「改正特許法」が成立[35]。
- 7月8日 - ドローンを国の重要施設などの上空で無断飛行させることを禁じる航空法改正案が衆議院内閣委員会で可決[36]。
- 7月16日 - 集団的自衛権の限定的行使容認を含む平和安全法制各法案が、衆議院本会議で、自民、公明、次世代の党の賛成で可決[37]。
- 7月24日 - 「鳥取と島根」「徳島と高知」の各選挙区を統合させて合同選挙区を誕生させる「2合区」を柱とした「10増10減」の公職選挙法改正案が、参院本会議で、自民、維新、元気、次世代、改革の与野党5党の賛成多数で可決[38]。
- 7月27日 - 集団的自衛権の限定的な行使容認を含む平和安全法制各法案が、参議院で審議入り[39]。
- 7月28日 - 参議院選挙の「鳥取と島根」「徳島と高知」の各選挙区を合区して合同選挙区を創設する「2合区」を柱とした「10増10減」の改正公職選挙法が、衆院本会議で、自民、維新、次世代の各党などの賛成多数で可決、成立 [40]。

#### 8月
- 8月5日 - 録音・録画（可視化）を一部の事件で義務づけること、司法取引の導入や通信傍受（盗聴）の対象拡大を盛り込んだ、刑事訴訟法改正案が自民、公明、民主、維新の与野党各党の賛成で、衆院法務委員会で可決[41][42]。
- 8月6日 - 民主・維新・生活の野党3党が、税金と年金保険料を一体的に徴収する「歳入庁」を新設する法案を衆議院に提出[43]。
- 8月7日 - 刑事訴訟法改正案が自民、公明、民主、維新の与野党各党の賛成により衆議院で可決[44]。司法取引が汚職、詐欺、横領、独禁法違反などの経済事件と薬物・銃器犯罪などで導入される[44]。
- 8月21日 - 刑事訴訟法改正案が参議院本会議で審議入り[45]。
- 8月28日
  - 大企業に女性登用の数値目標を作るよう義務づける「女性活躍推進法」が参院本会議で、自民、民主、公明など各党の賛成多数で可決、成立[46]。
  - JA全中の一般社団法人化や地域農協への公認会計士監査の義務付けを柱とする「農協法改正案」が自民、公明などの賛成多数で参議院本会議で可決、成立[47]。

#### 9月
- 9月1日
  - 労働者派遣法改正案が施行日としていた9月1日までに成立しなかったため、与党側が施行日を9月末とする延期を提案[48]。
  - 公明党の山口那津男代表が、記者会見で、民主党が9月1日の参院平和安全法制特別委員会の開催に応じなかったことを、かねてより民主党が良識の府である参議院でふさわしい議論をしたいと発言していることを踏まえ、言行不一致と批判[49]。
- 9月3日
  - マイナンバーの利用範囲を預金口座や特定健康診査（メタボ健診）にも拡大する「改正マイナンバー法案」が衆院本会議で、与党や民主党などの賛成多数で可決、成立[50][51]。
  - 「改正個人情報保護法」が衆院本会議で、与党や民主党などの賛成多数で可決、成立[50][51]。蓄積された膨大な個人情報をビッグデータとして企業が利用しやすくする一方、情報漏えいに対する罰則を新設[50][51]。
- 9月4日 - 小型無人機「ドローン」の飛行ルールを定めた「改正航空法」が、参院本会議で全会一致で可決、成立[52]。改正法は、ドローンを「人が乗ることができない飛行機やヘリコプターで、遠隔操作や自動操縦により飛行できるもの」と定義[52]。軽量のおもちゃは含まれない[52]。改正法は、住宅密集地や空港周辺の上空での飛行、夜間飛行の原則禁止が柱で[52]、飛行が原則禁止されるのは、住宅密集地や空港周辺、航空機の安全に影響を及ぼすおそれのある高度のほか、祭りやイベントで一時的に多く人が集まる場所となる[52]。住宅密集地について、国土交通省は1平方キロ・メートル当たりの人口が4000人を超える地域を想定しており、東京23区や地方主要都市の大半が対象になる[52]。
- 9月9日 - 心理職として初の国家資格となる「公認心理師法」が参院本会議で可決、成立[13][53]。
- 9月11日 - 「改正労働者派遣法」が衆議院本会議で、自民党、公明党などの賛成多数で可決、成立[54][55]。企業が派遣労働者を受け入れる期間の制限が事実上撤廃される[54]。施行は当初2015年9月1日だったが参議院で修正され、衆議院に再び送られ採決された[55]。
- 9月17日 - 平和安全法制各法案が参院平和安全法制特別委員会で自民党、公明党の賛成多数で可決[56][57]。夜、与党である自民党、公明党は、法案を参院本会議に緊急上程した[57]。
- 9月18日
  - 野党5党が衆議院に安倍内閣への内閣不信任決議案を提出[58]。賛成139票、反対325票で否決された[59]。
  - 生活の党の山本太郎共同代表が、安倍晋三首相に対する問責決議案を採決する際に単独で、牛歩戦術を行った[60]。
- 9月19日 - 未明に平和安全法制関連各法が参議院で可決、成立[61]。採決では、自民、公明両党に加え、附帯決議を行うことを条件に日本を元気にする会、次世代の党、新党改革の野党3党も賛成した[61]。
- 9月25日 - 衆参両院の本会議で閉会中審査の手続きが行われ、会期末の27日を前に事実上閉会[62][63]。法案成立率は88.0%であった[62][63]。

## 常任委員長
| 委員長名           | 氏名     | 政党名     |
| ------------------ | -------- | ---------- |
| 内閣委員長         | 井上信治 | 自由民主党 |
| 総務委員長         | 桝屋敬悟 | 公明党     |
| 法務委員長         | 奥野信亮 | 自由民主党 |
| 外務委員長         | 土屋品子 | 自由民主党 |
| 財務金融委員長     | 古川禎久 | 自由民主党 |
| 文部科学委員長     | 福井照   | 自由民主党 |
| 厚生労働委員長     | 渡辺博道 | 自由民主党 |
| 農林水産委員長     | 江藤拓   | 自由民主党 |
| 経済産業委員長     | 江田康幸 | 公明党     |
| 国土交通委員長     | 今村雅弘 | 自由民主党 |
| 環境委員長         | 北川知克 | 自由民主党 |
| 安全保障委員長     | 北村誠吾 | 自由民主党 |
| 国家基本政策委員長 | 逢沢一郎 | 自由民主党 |
| 予算委員長         | 河村建夫 | 自由民主党 |
| 決算行政監視委員長 | 石関貴史 | 維新の党   |
| 議院運営委員長     | 林幹雄   | 自由民主党 |
| 懲罰委員長         | 大畠章宏 | 民主党     |

| 委員長名           | 氏名       | 政党名     |
| ------------------ | ---------- | ---------- |
| 内閣委員長         | 大島九州男 | 民主党     |
| 総務委員長         | 谷合正明   | 公明党     |
| 法務委員長         | 魚住裕一郎 | 公明党     |
| 外交防衛委員長     | 片山さつき | 自由民主党 |
| 財政金融委員長     | 古川俊治   | 自由民主党 |
| 文教科学委員長     | 水落敏栄   | 自由民主党 |
| 厚生労働委員長     | 丸川珠代   | 自由民主党 |
| 農林水産委員長     | 山田俊男   | 自由民主党 |
| 経済産業委員長     | 吉川沙織   | 民主党     |
| 国土交通委員長     | 広田一     | 民主党     |
| 環境委員長         | 島尻安伊子 | 自由民主党 |
| 国家基本政策委員長 | 小川勝也   | 民主党     |
| 予算委員長         | 岸宏一     | 自由民主党 |
| 決算委員長         | 小坂憲次   | 自由民主党 |
| 行政監視委員長     | 松村祥史   | 自由民主党 |
| 議院運営委員長     | 中川雅治   | 自由民主党 |
| 懲罰委員長         | 芝博一     | 民主党     |